# Seniorentag
Seniorentage sind Veranstaltungen für und mit der Zielgruppe älterer Erwachsener. Dort wird allgemeines Wissen über das Altern, aber auch viele Spezialkenntnisse über Ernährung, Bewegung, der Betreuung, pflegerische/medizinische Vorsorge und Therapiemöglichkeiten vermittelt.
Seit 1989 organisiert die BAGSO – Bundesarbeitsgemeinschaft der Seniorenorganisationen  alle drei Jahre den Deutschen Seniorentag. In einigen Bundesländern gibt es Landes-Seniorentage oder -wochen. 
In zahlreichen Gemeinden werden jahreszeitlich abwechselnd Seniorenveranstaltungen mit günstigeren Eintritts- und Verpflegungspreisen angeboten. Die politischen oder kirchlichen Gemeinden verstehen dies als einen Beitrag, um einer Vereinsamung vorzubeugen. Veranstaltungsformen sind regelmäßige Seniorennachmittage und saisonale Angebote wie Seniorenfasching, -sommerfest u. ä. 
Verbreitet in Österreich und der Schweiz gibt es im Einzelhandel Seniorentage mit einem Aktionsrabatt für Ältere (meist 50+). In der Werbung wird darauf hingewiesen, dass sich das Verkaufspersonal besonders viel Zeit in der Beratung nehme. 